# Bathycongrus bertini
Bathycongrus bertini är en fiskart som först beskrevs av Poll, 1953.  Bathycongrus bertini ingår i släktet Bathycongrus och familjen havsålar. Inga underarter finns listade.